# 世界のけん玉
世界のけん玉（せかいのけんだま）では、世界各地のけん玉類について述べる。

## 解説
けん玉は伝統的なこどもの玩具である。一般的には、糸で小さな玉とつながった木製の持ち手と1つまたは2つの皿、ないしは1つの突起からなる。遊び手は皿や突起（けん）で玉を捕まえようと試みる。
スペイン語圏で人気があり様々な名称で呼ばれているが、スペインではボリチェ（boliche）、エルサルバドルではカピルチョ（Capirucho）、イスパノアメリカの大半ではバレロ（balero）と呼ばれる。
歴史的にフランスではビルボケ（bilboquet）として人気がある。
英語圏ではカップ・アンド・ボール（Cup-and-ball）と呼ばれる。
3つの皿と1つのけんを持つ日本のけん玉は日本で非常に人気が高く、世界的に人気を広げている。

## 歴史
けん玉遊びは14世紀に作られた。

### アメリカ州

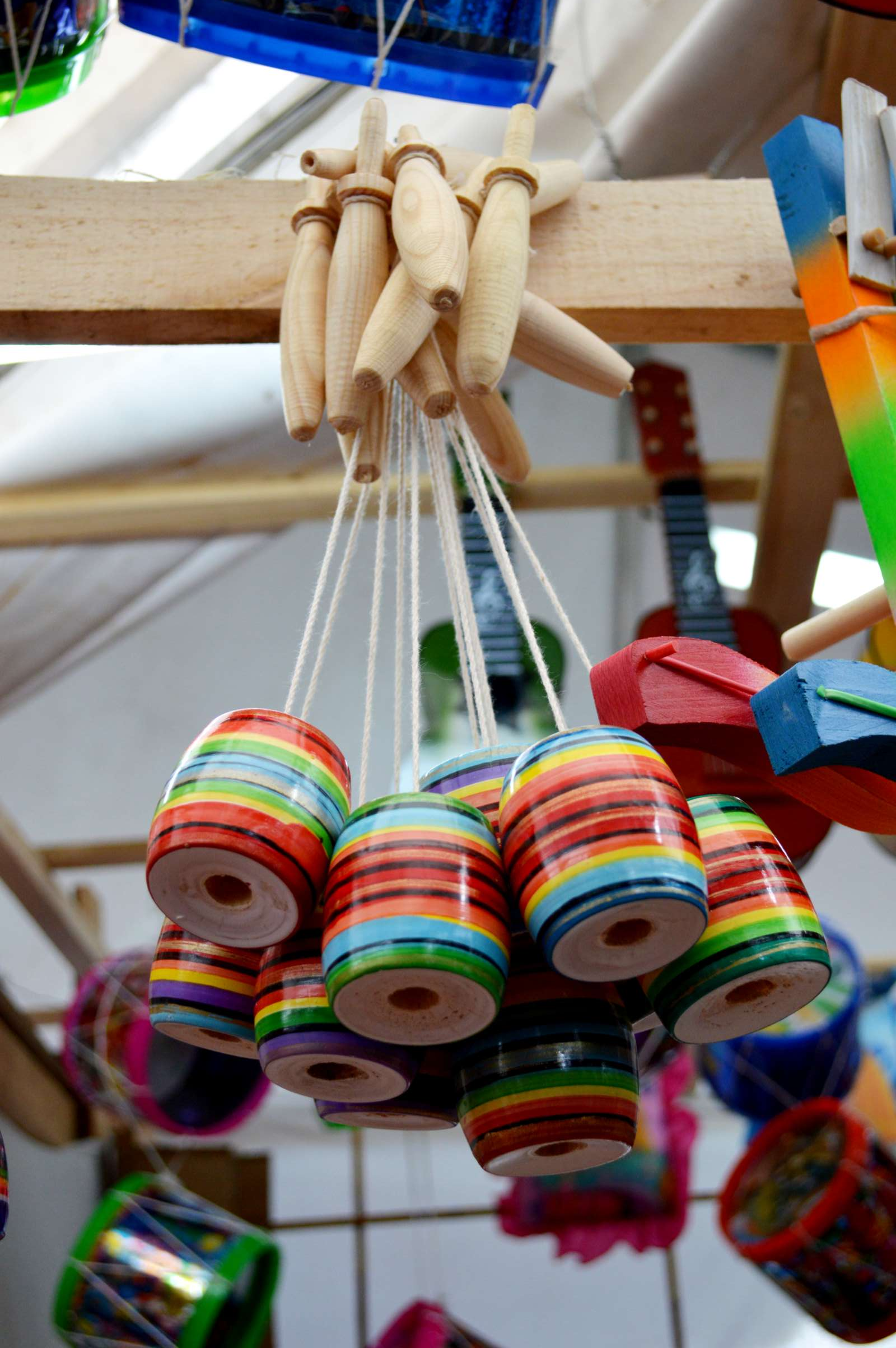
メキシコ、ミチョアカン州ウルアパンのティアンギスで売られているバレロ

北米では、こどものおもちゃでもあり、大人のばくちにも使われた。また、玉ではなく輪が使われた。一部のネイティブ・アメリカンの部族では求婚の道具でもあり、求婚者は相手に対して輪とピンの儀礼的な遊戯で挑んだ。モハーヴェ族の遊戯は、ひもに最大17個の輪が付いており、異なる輪に異なる点数が割り当てられており、それで点数を競った。その他の形式には、現在のラブラドール地方のイヌイットによって遊ばれたものがあり、玉の代わりにウサギの頭蓋骨（いくつかの穴が空けられたもの）が使われ、串のような柄で受けなければならなかった。また、草や動物の毛の玉を使うものもあった。一般的にこのような遊戯はイヌイット語でᐊᔭᒐᒃ（ajagak、ayagak）やᐊᔭᖁᒃᑐᒃ（ajaquktuk）と呼ばれた。

### フランス

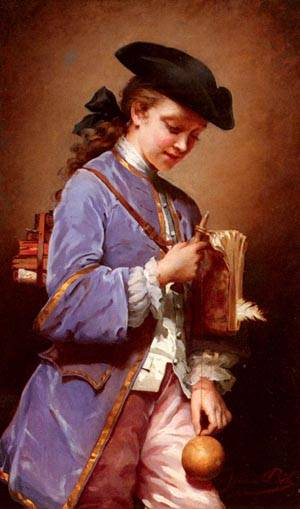
Jeanne Bôle画『L'Enfant au Bilboquet（ビルボケを持つ子ども）』（1880年頃）

ビルボケは早ければ16世紀にフランスで記録されている。この遊戯は歴史的記録に記されているようにフランス王アンリ3世によって遊ばれたが、これはアンリ3世の精神的不安定さの証拠と見なされていた。アンリ3世の死後、この遊戯は流行遅れとなり、1世紀の間、Marquis de Bièvreといった少数の愛好家によってのみ記憶されていた。
ビルボケはルイ15世の治世に黄金期を迎え、上流階級の人々は象牙製のビルボケを所有していた。役者 が舞台にビルボケを持って登場することもあった。18世紀と19世紀にビルボケは非常に人気であった。ジャン＝ジャック・ルソーは自伝『告白』の中でこの遊戯について以下のように言及している: 「si je retournais dans le monde, j’aurais toujours dans ma poche un bilboquet, et j’en jouerais toute la journée pour me dispenser de parler quand je n’aurais rien à dire.（もし私が社会に戻ったら、いつもポケットにビルボケを入れていて、何も話すことがないときは話さないでいいように、一日中それで遊んでいるだろう。）」。

### イベリア世界
この遊戯は離散スペイン人や離散ポルトガル人に非常に人気がある。名称は国によって様々で、エルサルバドルとグアテマラではカピルチョ（capirucho）、アルゼンチン、エクアドル、コロンビア、メキシコ、ウルグアイではバレロ（balero）、スペインではボリチェ（boliche）、ポルトガル、ブラジルではビルボキまたはビルボケ（bilboquê）、チリではエンボケ（emboque）、コロンビアではコカ（coca）、ベネズエラではペリノラ（perinola）と呼ばれる。
1960年、アメリカの辞書編集者Charles Keilus（1919年 - 1997年）は、メキシコのティフアナのけん玉遊びを意味する「zingo paya」という用語を記録し、これを普及するためのロサンゼルスにZingo Paya協会を設立した。

### イングランド
この遊戯（カップ・アンド・ボール）は19世紀初頭にイングランドでも人気があった。ジェイン・オースティンは「ビルボ・キャッチャー（Bilbo Catcher）」と呼ばれる遊びの腕前に優れ、甥を楽しませていたと言われる。ロンドンのナショナル・ポートレート・ギャラリーには、この遊びをしている少女の絵が所蔵されている。この絵はフィリップ・メルシェの絵の写しと思われるが、元の絵画は見つかっていない 。芸術作品に繰り返し登場するその他の18世紀の玩具とは異なり、カップ・アンド・ボール遊びが描かれている絵は珍しく2作品しか知られていない（1つはもう一方の写し）。
軍艦メアリー・ローズ上で発見された絵や一式の玩具も存在する。これらは現在、イングランド、ポーツマスにあるメアリー・ローズ博物館に展示されている。

### 日本
けん玉遊びは18世紀に日本に伝来したと考えられており、20世紀初頭に著しい近代化と標準化が行われ、21世紀に世界的に人気となっている。

### ドイツ
2011年、ドイツの企業TicToysがTicayoという名称の玩具を作り始めた。ヨーヨーやけん玉で有名なアメリカの企業YomegaがTicayoの販売を開始した。

## 遊び方
コンセプトは非常に簡単であるものの、習得するのは難易度が高いこともある。
ラテン圏ではla simple、la doble、la vertical 、la mariquitaといった遊び方が存在する。